# NWA British Empire Heavyweight Championship (Vancouver version)
L'NWA British Empire Heavyweight Championship (Vancouver version) è stato un titolo di wrestling promosso dalla federazione canadese Big Time Wrestling e dal suo successore, la NWA All Star Wrestling, affiliate alla National Wrestling Alliance.
Il titolo fu attivo dal 1959 al 1963, quando smise di essere promosso.

## Storia
Il titolo fa parte di una serie di riconoscimenti con lo stesso nome, attivi anche nello stesso momento all'interno dei territori della National Wrestling Alliance. Nel luglio 1959 Whipper Billy Watson, allora detentore della versione di Toronto del titolo, iniziò ad essere promosso nella zona di Vancouver, dove la Big Time Wrestling lo riconobbe come campione inaugurale di una nuova versione del titolo. 
Questo titolo ebbe meno fortuna, venendo promosso sporadicamente e per appena quattro anni, venendo di fatto abbandonato nel corso del 1963, con il territorio che tornò ad usare regolarmente la versione di Toronto del titolo. 

## Albo d'oro
| Legenda  |                                                                               |
| -------- | ----------------------------------------------------------------------------- |
| #        | Indica il numero del regno titolato                                           |
| Regno    | Viene indicato il numero del regno del campione                               |
| Data     | La data in cui il titolo è stato vinto                                        |
| Località | Indica il luogo in cui il titolo è stato vinto                                |
| Note     | Indica notizie particolari riguardanti i cambi di titolo o altre informazioni |

| # | Campione             | Regno | Data             | Giorni | Località                       | Evento     | Note | Fonti |
| - | -------------------- | ----- | ---------------- | ------ | ------------------------------ | ---------- | --- | ----- |
| 1 | Whipper Billy Watson | 1     | luglio 1959      | --     | --                             | --         | Detentore della versione di Toronto del titolo, riconosciuto come campione inaugurale nel territorio di Vancouver. |       |
| 2 | Gene Kiniski         | 1     | 21 agosto 1959   | 2      | Vancouver, Columbia Britannica | House show | |       |
| 3 | Whipper Billy Watson | 2     | 23 agosto 1961   | 478    | Vancouver, Columbia Britannica | House show | |       |
| 4 | Mike Sharpe Sr.      | 1     | 14 dicembre 1962 | 7      | Calgary, Alberta               | House show | |       |
| 5 | Whipper Billy Watson | 3     | 21 dicembre 1962 | 213    | Calgary, Alberta               | House show | |       |
| 6 | Gene Kiniski         | 2     | 22 luglio 1963   | --     | Vancouver, Columbia Britannica | House show | |       |
| — | Disattivato          | —     | 1963             | —      | —                              | —          | Il titolo smise di essere promosso ed è considerato disattivato.                                                   |       |